# 卡介苗
卡介苗（Bacillus Calmette–Guérin (BCG) vaccine，簡稱BCG）是一種最初被用於預防結核病的疫苗。卡介苗的中文名称来自于其发明者、法国疫苗学家阿尔贝·卡尔梅特和卡米耶·介朗。在結核病常發的國家，常推薦健康的嬰兒在出生時候盡快接受一劑量的卡介苗注射。但患有艾滋病的嬰兒不應該注射該疫苗。而在結核病少發的地區，在有結核病可疑病例被檢測及治療時，只有高風險嬰兒才會注射卡介苗。未患結核病而且並未對結核病免疫，但又長期暴露在抗藥性結核菌環境下的成年人也應該注射卡介苗。
疫苗保護期的變化大，介於10到20年不等。其可以防止約20%的孩子被感染，而疫苗可保護約一半已經受到感染的小孩病情不再惡化。卡介苗是唯一採用皮內注射的疫苗（其他疫苗一般是肌肉注射或皮下注射）。並沒有其他證據支持額外的藥劑量。卡介苗有時候也會用於治療某些類型的膀胱癌。
嚴重副作用極少出現，較常出現的症狀是發紅、腫脹與注射處輕微疼痛。傷口癒合後小潰瘍會形成一些疤痕。在免疫功能不佳的人身上，較容易出現副作用甚至症狀更加嚴重。懷孕期間不適合施打疫苗。疫苗最初是從乳牛體內找到的牛分枝桿菌發展而來。抗原被削弱但仍然活存。
BCG疫苗最早使用是在1921年。現在被列入世界卫生组织基本药物标准清单，只有在基本醫療衛生制度中，重要的藥物會被列入其名單中。在2014年，一剂量批發價為0.16美元。在美國它的费用約为100至200美元。每年約有1億名孩童接种该疫苗，是世界上使用最广泛的疫苗之一。

## 歷史

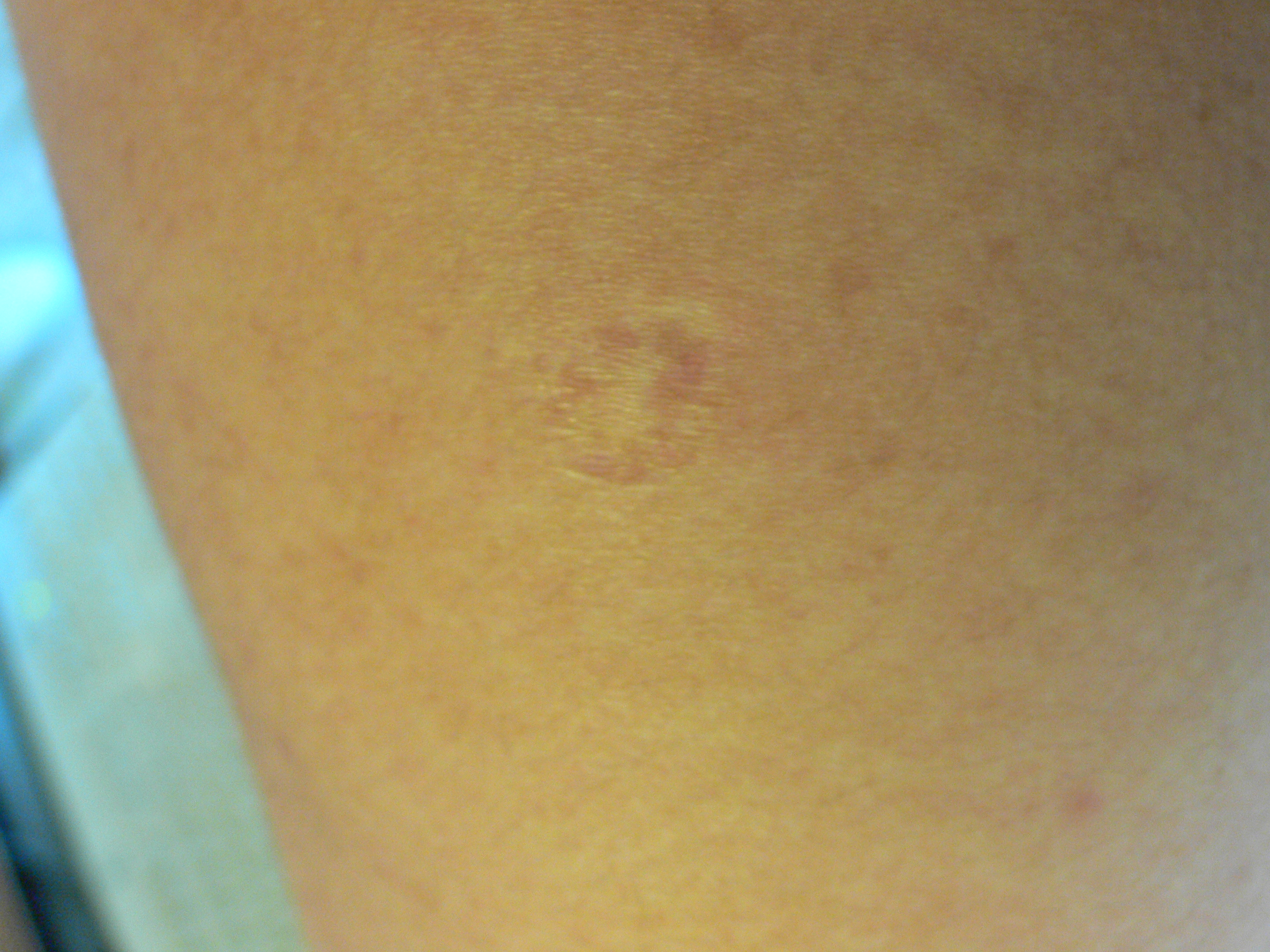
接過卡介苗的手臂

結核病是古老的疾病，肆虐人類超過5,000年。卡介苗疫苗的發明是來自牛痘的經驗。1882年，德國人罗伯特·科赫首次發現結核桿菌，在第一次世界大戰期間法國細菌學家阿尔贝·卡尔梅特與他的助手卡米耶·介朗研發了「卡介苗（BCG）」，1919年移交給巴黎巴斯德研究所，1921年首次使用於人體。一開始市民的接受程度並不踴躍。甚至在呂貝克，240名嬰幼兒接種疫苗后，在10天內竟造成72個嬰兒死亡（死亡率達30%）。但後來發現，此事件中卡介苗經管已被一株儲存在同一個孵化器內的菌株污染，並引发了對廠商採取的法律行動。
卡介苗可說是人類歷史上使用最多的疫苗，最經常使用的是由三角肌外缘皮内注射，接種時有灼痛感，一般会在注射部位形成疤痕。卡介苗的效果在近三十年來倍受質疑。在歐洲，結核病盛行率在卡介苗廣泛應用之前已明顯下降，從沒有廣泛使用卡介苗的北美，結核病的盛行率也自然下降。廣泛應用卡介苗數十年的國家，如印度和中國，結核病的盛行率並沒有因為卡介苗的使用而下降。多個大型的流行病學研究也無法證明卡介苗可以預防肺結核。目前比較肯定的是，卡介苗75%～86%有效地預防嬰幼兒的進行性原發性感染（progressive primary tuberculosis）如結核性腦膜炎和血行播散性结核（如粟粒性腦膜炎）等嚴重併發症。
按照世界衛生組織的建議，在結核病中高度流行區（22个结核病高负担国家），新生兒應儘早接種卡介苗。
成年人接種卡介苗意義不大，因保護效果有限，正常成年人自身的免疫力已能在病原入侵時啟動，如果還是發病表示吸入的結核菌數過多或復發性感染，當時又正好免疫能力差，而這類情形就算是先前有注射卡介苗，也一樣無用，所以成人基本上沒有卡介苗意義。目前多重抗藥性（MDR-TB）結核菌出現導致傳統卡介苗防護力更低下，科學界正在研發新型卡介苗。

## 效果差異

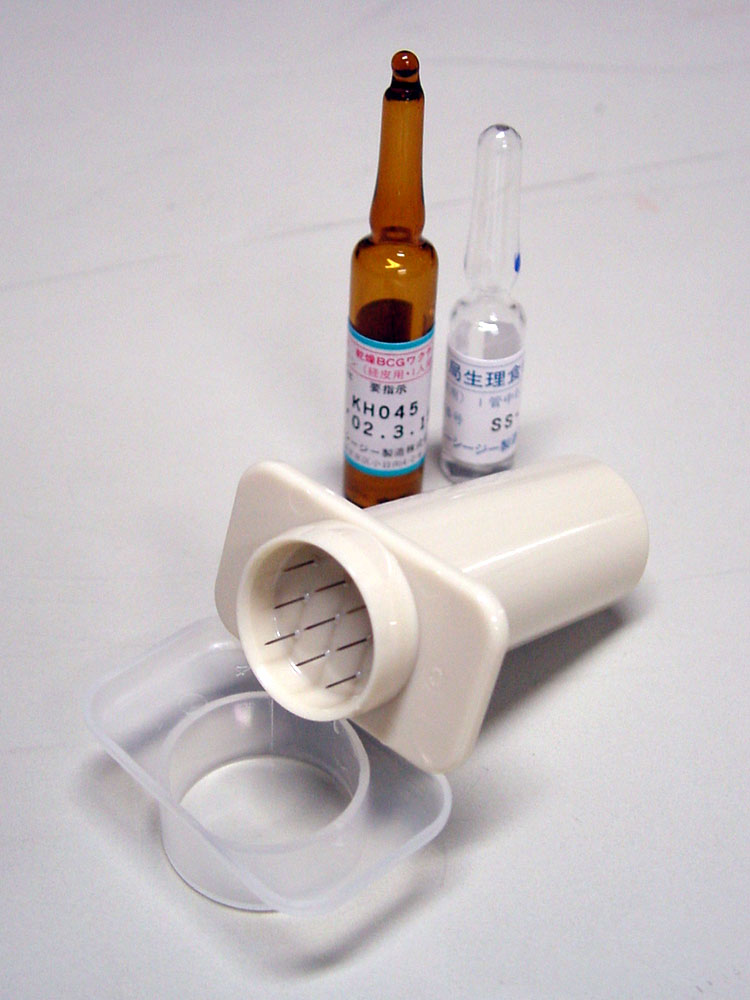
日本卡介苗接種的器材（4-5厘米長，有9個短針），配有卡介苗安瓿（ampules）和生理盐水

卡介苗一直以來都有所謂的效果差異。在不同地理環境的臨床試驗具有不同的實驗數據，在英國的保護作用为60％至80％。越接近赤道，療效愈差。

### 效果差異原因
一些可能的原因已被提出，但還沒有得到證實。
- 接觸肺結核的頻率背景
- 卡介苗菌株遺傳差異[14]，其中較為有力的證明是：現代台灣人普遍接種卡介苗，而除了「北京現代株」外，其他結核菌株少有感染，可以推測菌株差異真的有影響[15]
- 受種人的種群遺傳變異
- 由非結核性分枝桿菌的干擾
- 干預並發寄生蟲感染

## 應用
- 美國從未大規模接種卡介苗。
- 1953年到2005年期间，英國曾推广普及卡介苗接種。
- 在香港，港英政府於1952年開始為初生嬰兒接種卡介苗[16]，並於小學階段再為學童做結核菌素試驗，如抗體反應為陰性則再接種一次。自2000年起跟隨世界衛生組織建議取消為小學生補種，因為研究表明再接種不會加強抵抗力[17]。
- 1948年，印度廣泛推行卡介苗接種，是第一個这样做的非歐洲國家。
- 自1967-1968年起，巴西就开始全民防疫注射卡介苗，並将實踐持續到今天。
- 在日本，卡介苗接种并非打针，而是在胳膊上用滴管滴一大滴疫苗液匀开，用像印章一样的注射器里面有九根针，拿这个注射器在不重复的皮肤上用力戳两下，留下18个穿透表皮的小点，疫苗液通过这些小点进入身体里。最终在皮肤上留下18个终身的接种痕迹点。
- 在新加坡和馬來西亞，卡介苗於出生時必須接種，12歲時再行接種一次。
- 在台灣，新生兒出生5-8個月內（2016年元旦前为新生兒出生24小時後[18]），體重達2500公克以上，身體狀況正常即可接種，至國小一年級，學童無卡介苗疤痕者且皮膚結核菌素測驗陰性反應（<10mm）予以補接種。
- 在澳門，目前只在出生時接種一劑。
- 中国大陆地区：1933年，王良从法国引进卡介苗，在重庆制造使用（民国时期）。但1949中华人民共和国建国前总共接种不过7500人。1950年，中国大陆开始推行为儿童接种卡介苗，当年在北京、上海等大城市接种40万人。1954年，中国大陆卫生部发布《接种卡介苗暂行办法》，逐步普及到各省。中国大陆又于1986年发布的计划免疫接种程序中规定新生儿接种卡介苗，7岁复种，12岁农村儿童再复种。1997年依据世界卫生组织的建议，取消了卡介苗复种，仅在出生时接种一次。[19]由于卡介苗在中国大陆为新生儿常规接种疫苗，故可通过卡介苗批签发量间接推算出生人口变化。[20]
- 卡介苗还被用做治療膀胱癌，於手術切除癌細胞之後，灌注至膀胱內，用以降低腫瘤復發率。但所用的卡介苗是特殊的，不是用來預防結核病的[21]。

## 研究
初步研究显示，卡介苗可能对贫困地区的人口健康提供一种有益的非特定效應，略微降低死亡率和败血病及呼吸道疾病的发病率。用的年龄越早效果越好。
在恒河猴中，卡介苗经过静脉注射给药，保护率较其他方法大幅度提升。
科学家正在初步研究卡介苗对于一型糖尿病的治疗作用。

### 2019冠状病毒病（COVID-19）
對2019冠狀病毒病的研究中，紐約理工學院發現全民施打卡介苗的國家2019冠狀病毒病死亡率顯著較低，有統計學上差異。有研究认为卡介苗可在一定程度上预防COVID-19以及该病的重症，但也有研究对此表示怀疑或否认。截止2021年1月， 对于卡介苗和COVID-19之间的关联，依然有多个临床研究项目正在进行中。

## 诊断

### 非穿刺试验
- 结核菌素试验（PPD test）

### 穿刺试验
- 蒂内测试（Tine test）
- 霍夫测试（Heaf test）

## 外部連結
- . Drug Information Portal. U.S. National Library of Medicine.   [2021-01-09]. （原始内容存档于2021-01-11）.
- . U.S. Food and Drug Administration (FDA).   [2021-01-09]. （原始内容存档于2021-02-24）.
- Frequently Asked Questions about BCG （页面存档备份，存于） Professor P D O Davies, Tuberculosis Research Unit, Cardiothoracic Centre, Liverpool, UK.
- 醫學主題詞表（MeSH）：BCG Vaccine